# Tatjana Kolesnikowa
Tatjana Nikołajewna Kolesnikowa z domu Morozowa (ros. Татьяна Николаевна Колесникова (Морозова); ur. 23 lipca 1993) – rosyjska zapaśniczka startująca w stylu wolnym, medalistka mistrzostw Europy.

## Kariera
Zajęła dziewiąte miejsce na mistrzostwach świata w 2018. Brązowa medalistka mistrzostw Europy w 2019. Druga na MŚ juniorów w 2013. Trzecia na ME juniorów w 2013. Trzecia na ME U-23 w 2015 i 2016.
Mistrzyni Rosji w 2018 i 2019; druga w 2013, 2015, 2016; trzecia w 2014 roku.